# 特雷佳科韋
49°46′8″N 33°8′20″E / 49.76889°N 33.13889°E
特雷佳科韋（烏克蘭語：Третякове），是烏克蘭中部波爾塔瓦州盧布尼區霍羅爾市鎮的村落。分別距離赫里霍里夫卡和杜博韋1.5公里，海拔高度135米，2001年人口59。